# Jan Kwilecki
Jan Kwilecki herbu Szreniawa (ur. w 1729 roku – zm. w 1789 roku) – kasztelan międzyrzecki w latach 1785–1789, kasztelan rogoziński w latach 1781–1785, kasztelan biechowski w latach 1778–1781, cześnik wschowski w latach 1772–1776.

## Życiorys
Był członkiem konfederacji Sejmu Czteroletniego w 1788 roku.
W 1786 roku został odznaczony Orderem Orła Białego, w 1779 roku został kawalerem Orderu Świętego Stanisława.